# Eren Derdiyok
Eren Derdiyok (ur. 12 czerwca 1988 w Bazylei) – szwajcarski piłkarz kurdyjskiego pochodzenia występujący na pozycji napastnika.

## Kariera klubowa
Eren Derdiyok zawodową karierę rozpoczynał w 2005 roku w klubie BSC Old Boys. Strzelił dla niego 10 bramek w 18 meczach.

### FC Basel
Latem 2006 roku trafił do pierwszoligowego FC Basel. W debiutanckim sezonie w barwach „Bebbi” pełnił rolę rezerwowego. Na boisku pojawił się 12 razy (2 razy w podstawowym składzie), jednak spędził na nim łącznie tylko 220 minut. Podopieczni Christiana Grossa wywalczyli wicemistrzostwo kraju mając jeden punkt straty do FC Zürich.
W kolejnych rozgrywkach Derdiyok grywał już znacznie częściej. 2 marca 2008 roku zdobył hat-tricka w meczu przeciwko FC Thun. 6 kwietnia wraz z drużyną wywalczył puchar kraju. W tym samym czasie w mediach pojawiła się informacja, że Derdiyok latem odejdzie być może do angielskiego Newcastle United. Łącznie w 27 ligowych spotkaniach sezonu 2007/2008 piłkarz FC Basel zdobył 7 goli, a jego zespół zdobył tytuł mistrza Szwajcarii.
27 sierpnia 2008 roku Derdiyok strzelił zwycięską bramkę w meczu z Vitórią SC (2:1) i zapewnił swojej drużynie udział w fazie grupowej Ligi Mistrzów. 4 listopada zdobył natomiast gola w zremisowanym 1:1 spotkaniu z Barceloną. FC Basel zajęło jednak ostatnie miejsce w swojej grupie i odpadło z rozgrywek Champions League. Łącznie dla szwajcarskiego klubu Derdiyok w 64 ligowych pojedynkach strzelił 20 bramek.

### Bayer
28 maja 2009 roku Derdiyok podpisał kontrakt z Bayerem 04 Leverkusen. Umowa z klubem obowiązywała do 30 czerwca 2013 roku. W nowym klubie stworzył duet napastników ze Stefanem Kießlingiem.

### TSG 1899 Hoffenheim
2 maja 2012 podpisał czteroletni kontrakt z TSG 1899 Hoffenheim. Umowa obowiązuje od 1 lipca 2012 roku.

### Wypożyczenie do Bayeru
W 2013 roku został wypożyczony z opcją pierwokupu do Bayeru 04 Leverkusen.

### Kasımpaşa SK
1 lipca 2014 roku Derdiyok podpisał kontrakt z Kasımpaşa SK, a kwota transferu wyniosła 2,5 miliona euro.

### Galatasaray SK
5 sierpnia 2016 roku oficjalnie potwierdzono, że od nowego sezonu Derdiyok będzie bronił barw Galatasaray SK. Kwota transferu wyniosła 4 mln.

## Kariera reprezentacyjna
Derdiyok ma za sobą występy w młodzieżowych reprezentacjach Szwajcarii. W juniorskich zespołach imponował skutecznością – dla drużyny do lat 19 strzelił 7 bramek w 7 meczach, a dla kadry do lat 21 zdobył 7 goli w 5 spotkaniach. W seniorskiej reprezentacji zadebiutował 6 lutego 2008 roku w pojedynku z Anglią rozgrywanym na Wembley. W meczu tym dwanaście minut po wejściu na boisko z ławki rezerwowych wpisał się na listę strzelców. Następnie Jakob Kuhn powołał go do 23-osobowej kadry na Euro 2008, na którym Szwajcarzy zostali wyeliminowani w rundzie grupowej.